# Martin Whitfield
Martin David Whitfield, né le 12 août 1965 à Gosforth, est un homme politique écossais et ancien enseignant d'école primaire qui siège au comité des normes et procédures et des nominations publiques depuis 2021 . Membre du Parti travailliste écossais, il est membre du Parlement écossais (MSP) pour la région sud de l'Écosse depuis 2021.
Whitfield est député à la Chambre des communes pour East Lothian  de 2017 à 2019.

## Jeunesse, éducation et carrière
Whitfield est né à Gosforth à Newcastle et obtient un BA (Hons) en droit des affaires de Huddersfield Polytechnic. Il travaille comme avocat entre 1989 et 2001, avant de quitter la profession d'avocat pour devenir enseignant à l'Université d'Édimbourg, obtenant un PGCPE avec mérite en enseignement en 2002 .
Avant son élection, Whitfield travaille à l'école primaire de Prestonpans  et est membre du conseil du Conseil général d'enseignement pour l'Écosse ainsi que membre de l'EIS, le plus grand syndicat d'Écosse ,. Il est également président du Conseil communautaire de Prestonpans et s'est impliqué dans un certain nombre de groupes communautaires.

## Carrière politique
Whitfield est un opposant actif au Brexit et un fervent partisan d'un deuxième référendum ,.
Pendant son mandat, il est membre de plusieurs groupes parlementaires multipartites, et préside celui de l'industrie du bois . Il est également membre du comité spécial de la science et de la technologie .
Whitfield est coprésident, en 2017, de la campagne à la direction des travaillistes écossais infructueuse d'Anas Sarwar. Il soutient la campagne à la direction des députés travaillistes britanniques du député Ian Murray, la campagne à la direction des députés travaillistes écossais du MSP Jackie Baillie et les deux campagnes à la direction des travaillistes écossais d'Anas Sarwar.
Il perd son siège aux élections générales de 2019 face à Kenny MacAskill candidat du SNP. Whitfield se présente aux élections au Parlement écossais dans la circonscription d'East Lothian et à la liste régionale du sud de l'Écosse aux élections du Parlement écossais de 2021 , et est élu sur la liste régionale.
Whitfield est un partisan et membre du comité exécutif de l'organisation Scientists for Labor, fournissant des conseils et des contributions au bureau de Keir Starmer sur la pandémie de COVID-19 .